# Ilja Nikolajewitsch Ljubuschkin
Ilja Nikolajewitsch Ljubuschkin (russisch Илья Николаевич Любушкин; englische Transkription: Ilya Nikolaevich Lyubushkin; * 6. April 1994 in Moskau) ist ein russischer Eishockeyspieler, der seit Juli 2024 bei den Dallas Stars in der National Hockey League unter Vertrag steht. Zuvor verbrachte der Verteidiger fast vier Jahre bei den Arizona Coyotes und lief kurzzeitig für die Buffalo Sabres, Anaheim Ducks und zweimal die Toronto Maple Leafs auf.

## Karriere
Ilja Ljubuschkin begann seine Karriere als Eishockeyspieler in seiner Heimatstadt Moskau beim HK Spartak. Anschließend war er bis in die Saison 2011/12 hinein in der Nachwuchsabteilung von Metallurg Nowokusnezk aktiv, von denen er  im KHL Junior Draft 2011 ausgewählt worden war. Im Saisonverlauf wurde er von Lokomotive Jaroslawl verpflichtet, für die er in der Saison 2013/14 in der Kontinentalen Hockey-Liga (KHL) seine ersten Einsätze absolvierte.
Im Mai 2018 wurde er von den Arizona Coyotes per Einjahres-Einstiegsvertrag verpflichtet. Am 7. Oktober 2018 debütierte der Verteidiger in der National Hockey League (NHL) und etablierte sich in der Folge im NHL-Aufgebot der Coyotes. Zur Off-Season in Herbst und Winter 2020 kehrte er kurzzeitig leihweise nach Jaroslawl zurück.
Nach fast vier Jahren in Arizona wurde Ljubuschkin im Februar 2022 samt Ryan Dzingel an die Toronto Maple Leafs abgegeben. Im Gegenzug erhielten die Coyotes Nick Ritchie sowie ein Draft-Wahlrecht, wobei sie die Wahl zwischen einem für die dritte Runde des NHL Entry Draft 2023 und einem für die zweite Runde des NHL Entry Draft 2025 haben. In Toronto beendete der Russe die Saison 2021/22 und wechselte anschließend im Juli 2022 als Free Agent zu den Buffalo Sabres, die ihn mit einem Zweijahresvertrag ausstatteten. Die Sabres jedoch schickten ihn bereits im August 2023 zu den Anaheim Ducks und erhielten im Gegenzug ein Viertrunden-Wahlrecht für den NHL Entry Draft 2025.
Im Februar 2024 wiederum kehrte Ljubuschkin zu den Toronto Maple Leafs zurück, die dafür ein Drittrunden-Wahlrecht im Draft 2025 nach Anaheim sandten. Die Ducks übernahmen dabei weiterhin die Hälfte seines Gehalts, während auch die Carolina Hurricanes als dritte Partei an diesem Transfergeschäft beteiligt waren und abermals die Hälfte, effektiv als 25 %, seines Salärs übernahmen. Dafür erhielten die Hurricanes ein Sechstrunden-Wahlrecht im NHL Entry Draft 2024 von Toronto, während die Leafs darüber hinaus die Rechte an Kirill Slepez erhielten. In Toronto beendete er die Saison 2023/24 und wechselte anschließend als Free Agent zu den Dallas Stars.

### International
Für die russische U20-Auswahl nahm Ljubuschkin im Juniorenbereich an der U20-Junioren-Weltmeisterschaft 2014 im schwedischen Malmö teil. Dabei kam er in sieben Turnierspielen zum Einsatz und bereitete vier Treffer vor. Am Ende des Turniers stand der Gewinn der Bronzemedaille. Später kam Ljubuschkin im Rahmen der Euro Hockey Tour mehrfach zu Einsätzen für die A-Nationalmannschaft seines Heimatlandes.

## Erfolge und Auszeichnungen
- 2014 Bronzemedaille bei der U20-Junioren-Weltmeisterschaft

## Karrierestatistik
Stand: Ende der Saison 2024/25

### International
Vertrat Russland bei:
- U20-Junioren-Weltmeisterschaft 2014

(Legende zur Spielerstatistik: Sp oder GP = absolvierte Spiele; T oder G = erzielte Tore; V oder A = erzielte Assists; Pkt oder Pts = erzielte Scorerpunkte; SM oder PIM = erhaltene Strafminuten; +/− = Plus/Minus-Bilanz; PP = erzielte Überzahltore; SH = erzielte Unterzahltore; GW = erzielte Siegtore; 1 Play-downs/Relegation; Kursiv: Statistik nicht vollständig)